# Erioptera (Erioptera) quinquecincta
Erioptera (Erioptera) quinquecincta is een tweevleugelige uit de familie steltmuggen (Limoniidae). De soort komt voor in het Neotropisch gebied.